# Célita Soulouque
Célestine Marie Françoise Soulouque, connue sous le nom de Célita ou encore Célestina, est une princesse haïtienne du Second Empire, née à Port-au-Prince, le 13 février 1848 et décédée à Anse-à-Galets, le 27 janvier 1912.
Troisième et dernière fille de l'empereur Faustin Ier et de l'impératrice Adélina Lévêque, elle est reine de l'île de La Gonâve de 1883 à sa mort, pendant la période de sécession entre l’île et le gouvernement haïtien. Bien que l’île ait perdu une partie de son autonomie entre 1902 et 1908, elle redevient un territoire détaché du pouvoir haïtien, après la révolution de 1908 et la chute de Pierre Nord Alexis.

## Biographie

### Famille
Célestine Marie Françoise est la dernière des trois filles de Faustin Soulouque et d'Adélina Lévêque. Née le 13 février 1848, elle reçoit le titre de princesse et altesse impériale l’année suivante, le 26 août 1849, lors de l’avènement de son père sous le nom de Faustin Ier et le début du Second Empire.
Par sa mère, Célita est l’arrière petite-fille de l’empereur Jean-Jacques Dessalines et de l’impératrice Marie-Claire Bonheur, ainsi qu’une cousine des futurs dictateurs haïtiens Florvil Hyppolite et Cincinnatus Leconte.
Du côté de son père, elle est une cousine de Sylvain Salnave, futur dictateur haïtien, ainsi que de plusieurs princes de la famille Soulouque dont Mainville-Joseph.

### Le temps de l'exil

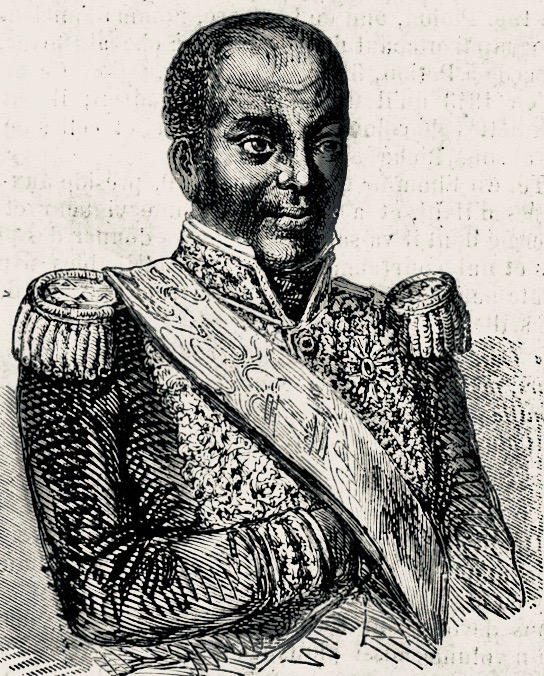
L'empereur Faustin, père de Célita.

En 1859, l’empereur Faustin est renversé à la suite du coup d’État du général Fabre Geffrard, qui s’empare du pouvoir et force la famille impériale à s’exiler.
D’abord réfugiée en Jamaïque, la famille Soulouque est expulsée et décide de partir pour l’Europe. Après un court séjour à Paris, l’ancien empereur retourne dans les Antilles, sur l’île de Curaçao, sous la protection du roi Guillaume III des Pays-Bas.
Âgée de dix ans lors de la chute de l’Empire, Célita passe une bonne partie de son adolescence en exil.
Elle ne revient en Haïti qu’en 1867, après la chute de Geffrard et l’avènement de son cousin, Sylvain Salnave, qui autorise le retour des membres de sa famille.

### Retour et mariage
L’empereur Faustin meurt quelques semaines après son retour à Petit-Goâve, faisant de sa fille Olive Soulouque, sœur aînée de Célita, l’héritière de la lignée impériale, même si cette dernière reconnaît Salnave comme le successeur légitime de Faustin.
Le 13 février 1869, Célita épouse à Cap-Haïtien, le duc de l’Avancé et comte de Mirebalais, Jean-Henri Nord Alexis (1848-1905), fils aîné du général Pierre Nord Alexis et descendant direct du roi Henri Christophe. De cette union naît un fils : Pierre-Henri Faustin Nord Alexis (1872-1910).

### L'installation à La Gonâve
La guerre civile et la chute de Salnave en janvier 1870 poussent les Soulouque à quitter la capitale. Refusant de fuir à l’étranger, Olive s’installe sur l’île haïtienne de La Gonâve, où de nombreux partisans de l’Empire sont déjà installés. Rapidement, l’île fait sécession et organise son propre gouvernement, tout en reconnaissant Olive comme reine de ce nouveau royaume. Bien que le gouvernement républicain haïtien ne reconnaisse nullement la souveraineté de La Gonâve, aucun des présidents haïtiens entre 1870 et 1880 ne va entreprendre une expédition militaire pour reprendre l’île, laissant ainsi les soulouquistes administrer ce territoire.
En 1875, Félicité Faustine, sœur de Célita, meurt à l’âge de 30 ans, laissant derrière elle une fille de sept ans, la princesse Timemenne, que Célita décide d’adopter. Deux ans plus tard, le fils unique de la reine Olive, le prince Faustin-Elvérius de Vil-Lubin, meurt à son tour, faisant de Célita la nouvelle héritière du trône. C’est à partir de cet événement que la succession du trône gonavien est réservé aux femmes en priorité. En 1880, Lysius Salomon, nouveau dictateur haïtien et partisan soulouquiste, reconnaît officiellement l’autonomie de l’île de La Gonâve. Trois ans plus tard, la reine Olive meurt à l’âge de 40 ans, laissant le trône à sa sœur Célita.

### Reine de La Gonâve

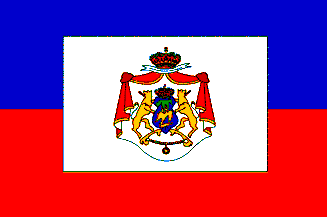
Étendard royal de la reine Célita.

En tant que souveraine de La Gonâve, Célita fait l’objet d’un véritable culte, alimenté par la culture du vaudou, très présente sur l’île, et qui fait de la reine un personnage sacré, incarnant une autorité naturelle et légitime. L’organisation du pouvoir permet un certain essor économique pour cette île aux ressources fragiles. Avec les années, la reine délègue de plus en plus son pouvoir, ne gardant qu’un rôle symbolique et honorifique. Le contrôle politique est réservé au conseil royal, instance composée de membres de la famille de la reine, généralement de 8 à 10 personnes dont le mari de la souveraine, le prince Jean-Henri.

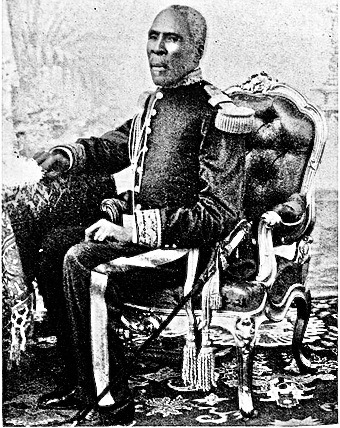
Pierre Nord Alexis, beau-père de Célita.

Entre 1880 et 1896, les relations avec le gouvernement haïtien sont assez stables, étant donné que durant cette période Haïti est dirigé par des proches de Célita, dont son cousin Florvil Hyppolite. L’avènement de Tirésias Simon Sam en 1896, met un terme aux bonnes relations entre Haïti et La Gonâve. Le nouvel homme fort du pays, hostile à la lignée des Soulouque, souhaite reprendre le contrôle de cette île et y imposer un conseil militaire composé d’Haïtiens fidèles à Port-au-Prince. Malgré les fortes tensions, aucune expédition militaire ne voit le jour.
En 1902, Tirésias est renversé par un mouvement révolutionnaire, quelques semaines avant le coup d’État de Pierre Nord Alexis, le beau-père de Célita, qui prend le pouvoir et s’impose comme président à vie.
Souhaitant voir l’émergence d’un Empire familial uni, il envoie un corps expéditionnaire sur La Gonâve et impose à sa belle-fille une charte dite de soumission, qui contraint la reine à renoncer à toutes ses prérogatives politiques et à dissoudre le conseil royal, afin de le remplacer par un délégué général, nommé par Nord Alexis. La reine est également contrainte de modifier sa ligne de succession. Depuis son avènement, elle avait désigné sa nièce, Timemenne, comme héritière, mais Nord Alexis préfère que la succession revienne à son propre héritier, Pierre-Henri Faustin, le fils de Célita, qui, en héritant à la fois du titre de roi de La Gonâve et du pouvoir suprême en Haïti, permettra la restauration de l’Empire haïtien.
La révolution de 1908, qui provoque la chute de Nord Alexis, met fin à cette période de soumission. La Gonâve récupère son autonomie politique, et la reine toutes ses prérogatives. Le conseil royal est restauré et les soldats haïtiens sont rapatriés à Port-au-Prince. Néanmoins, Célita conserve son fils comme héritier jusqu’en 1910, lors du décès de ce dernier.
La reine Célita meurt le 27 janvier 1912, à Anse-à-Galets, laissant sa nièce lui succéder sur le trône.